# 紫阳县
紫阳县是中国陕西省安康市所辖的一个县，位于陕西南部，大巴山之北，邻接四川省和重庆市。区域总面积为2204平方公里，人口約27万人。紫阳县因曾在该地修行悟道的道教南派创始人张伯端而得名，是中国唯一以道教名号命名的县。

## 行政区划
紫阳县下辖17个镇：
城关镇、蒿坪镇、汉王镇、焕古镇、向阳镇、洞河镇、洄水镇、双桥镇、高桥镇、红椿镇、高滩镇、毛坝镇、瓦庙镇、麻柳镇、双安镇、东木镇和界岭镇。

## 人口
2020年末，安康市第七次全国人口普查主要数据公报显示：紫阳县常住人口为260971人，男性人口占比53.09%，女性人口占比46.91%，年龄结构中0-14岁占比19.89%，15-59岁占比57.99%，60岁以上占比22.12%，65岁以上占比16.25%。

## 特产
紫阳蓝黑板石、紫阳富硒茶：中国地理标志产品。